# Pavlos Chalkiopoulos
Pavlos Chalkiopoulos (griechisch Παύλος Χαλκιόπουλος, * 23. Februar 1978 in Patras) ist ein griechischer Bahn- und Straßenradrennfahrer.
Chalkiopoulos gewann bei den griechischen Bahnmeisterschaften dreimal die Bronzemedaille: 2004 und 2006 in der Mannschaftsverfolgung und 2005 im Zweier-Mannschaftsfahren. Auf der Straße wurde er viermal griechischer Meister im Mannschaftszeitfahren. Außerdem gewann er 2005 und 2006 jeweils die Bronzemedaille bei den Balkanmeisterschaften im Einzelzeitfahren.

## Erfolge
2005
- Griechischer Meister – Teamzeitfahren (mit Iosif Dalezios, Lampros Diamantopoulos und Dimitris Dimitrakopoulos)

2006
- Griechischer Meister – Teamzeitfahren (mit Dimitris Dimitrakopoulos, Alexandros Mavridis und Georgios Ninos)

2009
- Griechischer Meister – Teamzeitfahren (mit Iosif Dalezios, Anestis Kourmpetis und Alexandros Mavridis)

2010
- Griechischer Meister – Teamzeitfahren (mit Anestis Kourmpetis, Konstantinos Papoutsas und Neofytos Sakellaridis-Mangouras)

## Teams
- 2009 SP. Tableware-Gatsoulis Bikes